# Contea di Lushi
La contea di Linying (卢氏县S, Lúshì XiànP) è una contea della Cina, situata nella provincia di Henan e amministrata dalla prefettura di Sanmenxia.